# Llista de vies ciclistes de València

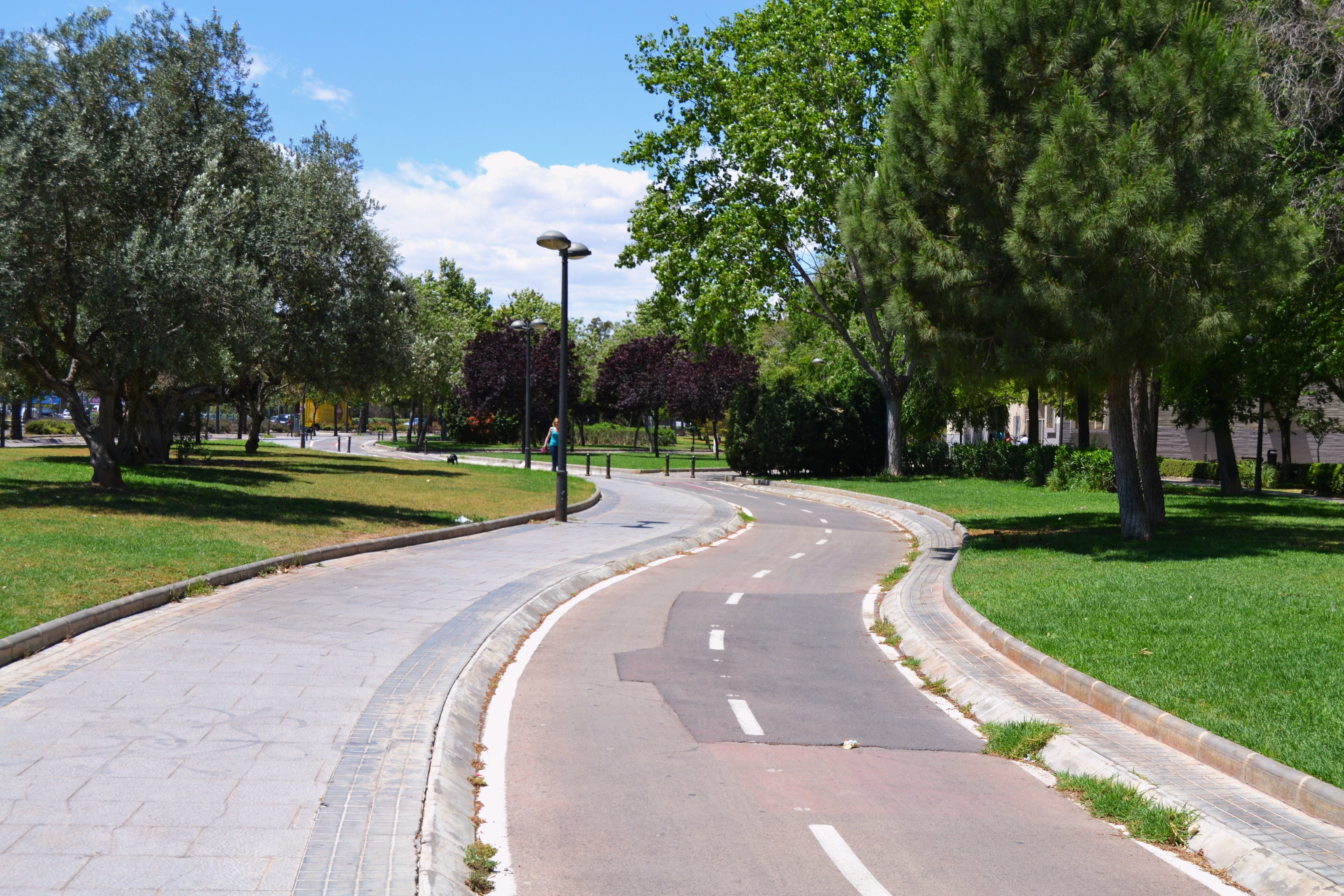
Avinguda de les Tres Creus

Aquesta llista detalla els carrils bici de la ciutat de València, segons cada districte i barri. Reben el nom del vial al qual són adossats, si s'escau.

## Ciutat Vella
- L'anell ciclista enfront del Centre Cultural la BeneficènciaAnell ciclista[1]
- El Carme
  - Carrer Alejandra Soler
- Sant Francesc

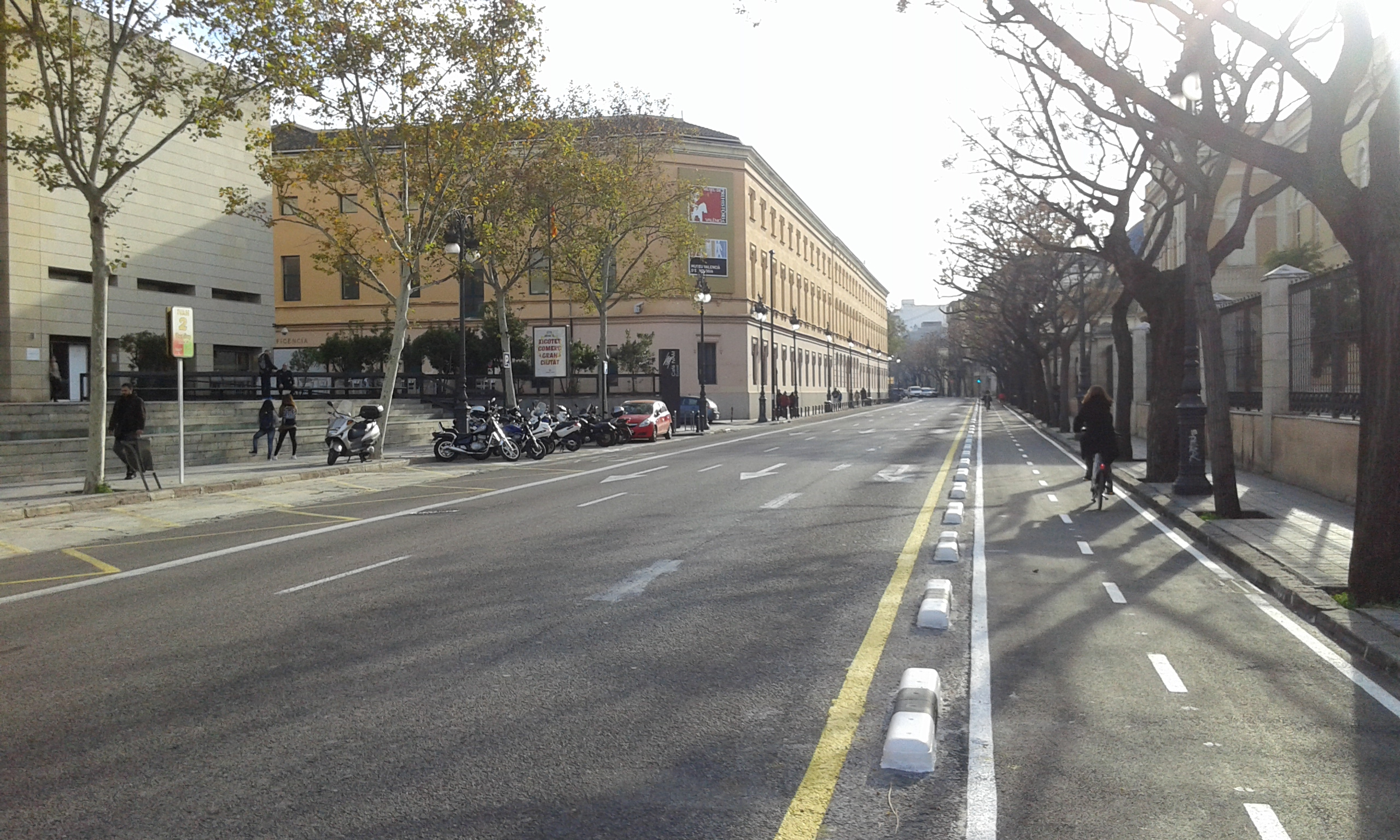
L'anell ciclista enfront del Centre Cultural la Beneficència

  - Carrer de l'Hospital - carrer d'Escolano - carrer dels Adreçadors - carrer del Músic Peydró - carrer de Rubau – carrer de Cotanda – carrer de la Barcelonina – plaça de Rodrigo Botet – carrer de Vilaragut - plaça d'Alfons el Magnànim – carrer del Palau de la Justícia - plaça de la Porta de la Mar
  - Carrer de la Universitat – carrer del Doctor Romagosa – carrer de Pérez Bayer
- La Xerea
  - Plaça del Patriarca - carrer de la Nau

## Barris del Nord
- Penya-roja

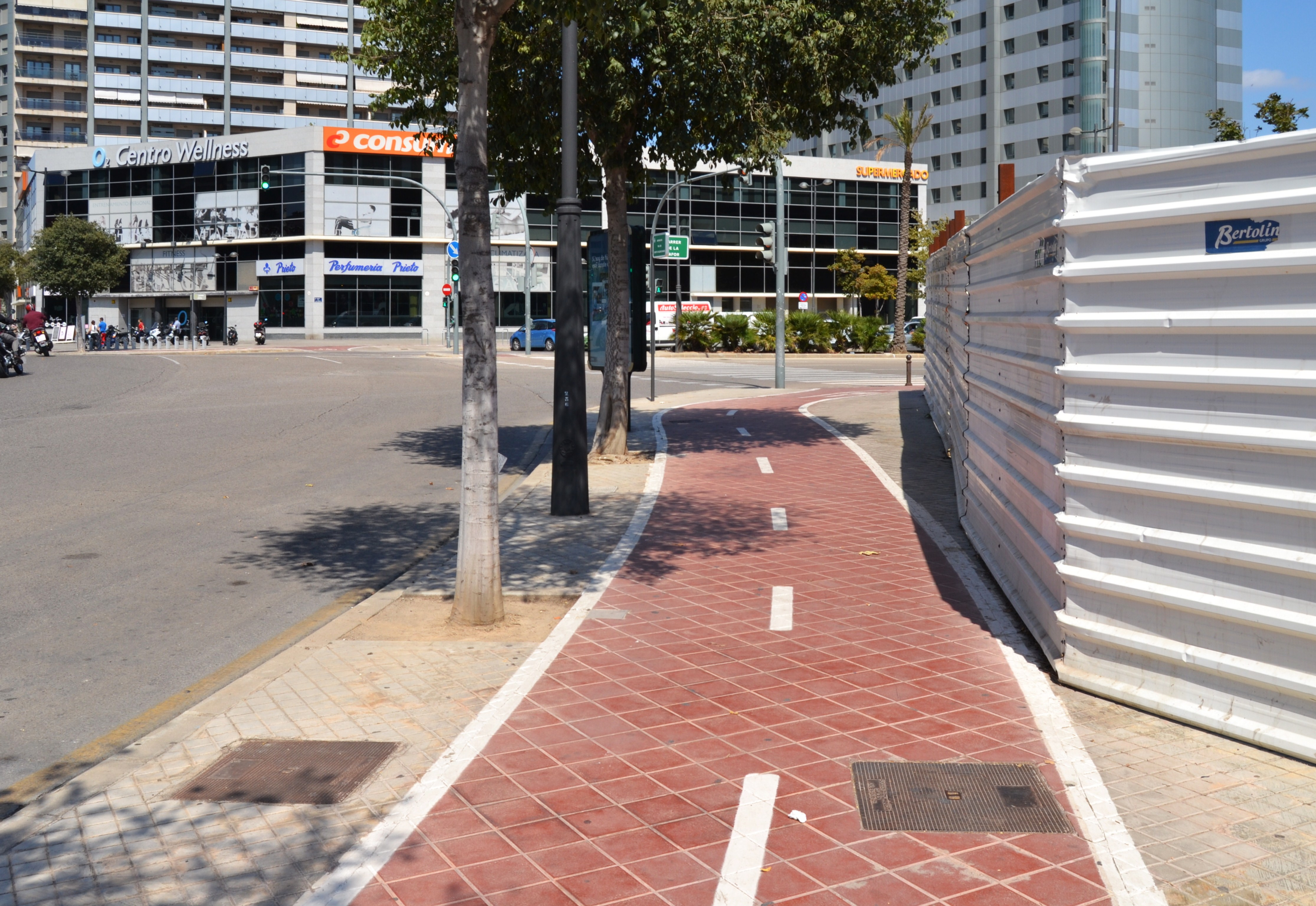
Avinguda de les Corts Valencianes

  - Passeig de l'Albereda – carrer del pintor Maella – avinguda de França
- La Creu del Grau
  - Avinguda de Menorca - avinguda de França
- Beniferri
  - Carrer dels Ponts (al voltant del Palau de Congressos de València)
  - Avinguda de les Corts Valencianes
  - Avinguda del Camp de Túria
  - Carrer del Doctor Nicasi Benlloch
  - Carrer de la Safor
  - Avinguda del Mestre Rodrigo

- Campanar
  - Carrer d'Amics del Corpus
  - Carrer del Doctor Nicasi Benlloch
  - Avinguda de les Corts Valencianes

- Ciutat Fallera
  - Ronda Nord de València

- Nou Campanar
  - Avinguda de Pío Baroja
  - Carrer de Terrateig
  - Carrer de la Vall de Ballestera

- Sant Pau
  - Avinguda de Pío Baroja
  - Carrer de la Vall de Ballestera

- Torrefiel
  - Avinguda dels Germans Machado (Ronda Nord)

- Tormos
  - Carrer de Just Ramírez

- Els Orriols
  - Carrer de Reig Genovés – plaça de Ramón Contreras Mongrell – carrer de Sant Vicent de Paül

- Sant Llorenç
  - Carrer de Sant Vicent de Paül
  - Carrer de Porta Coeli
  - Avinguda d'Alfauir

- Benicalap

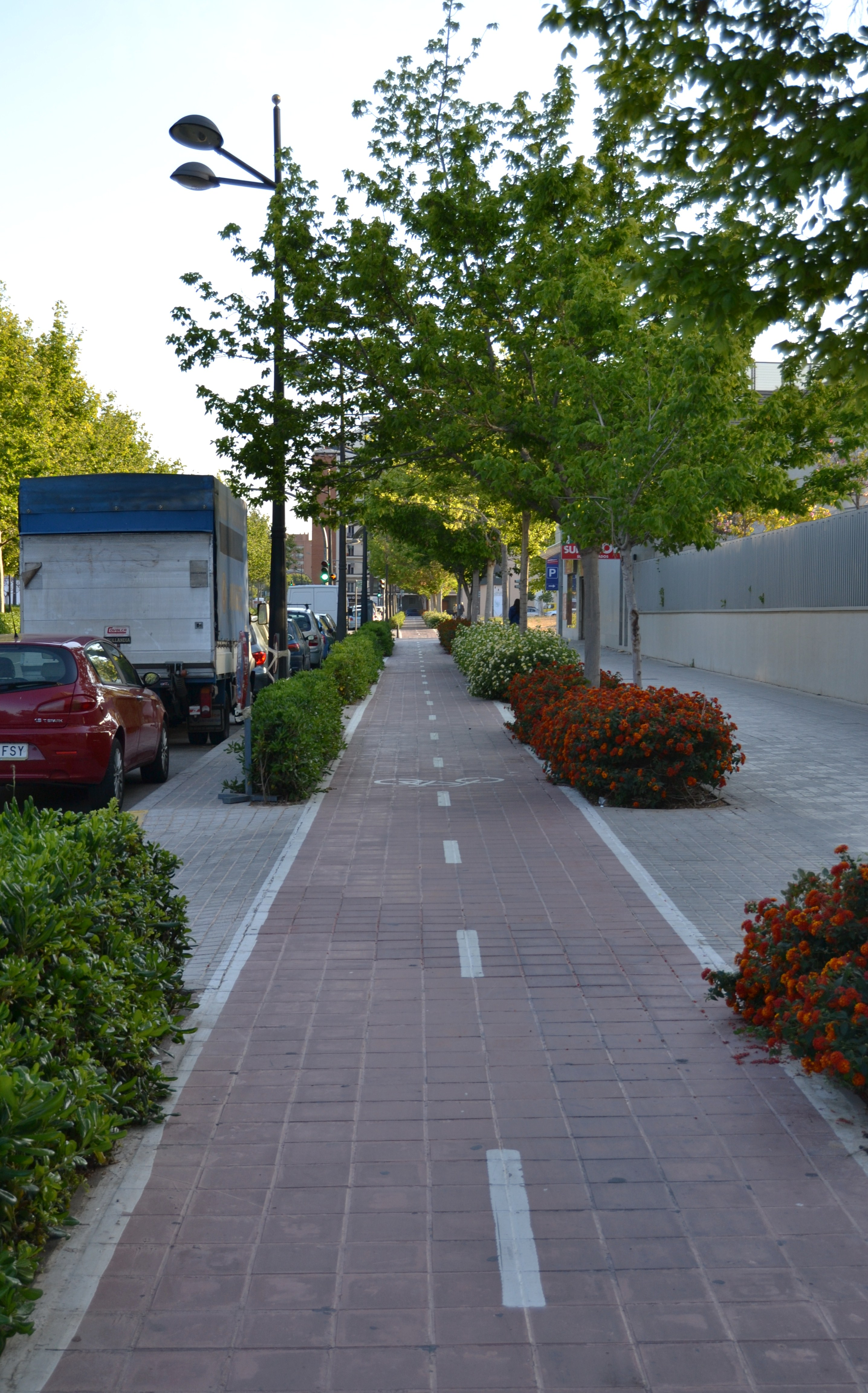
Carrer d'Alfauir

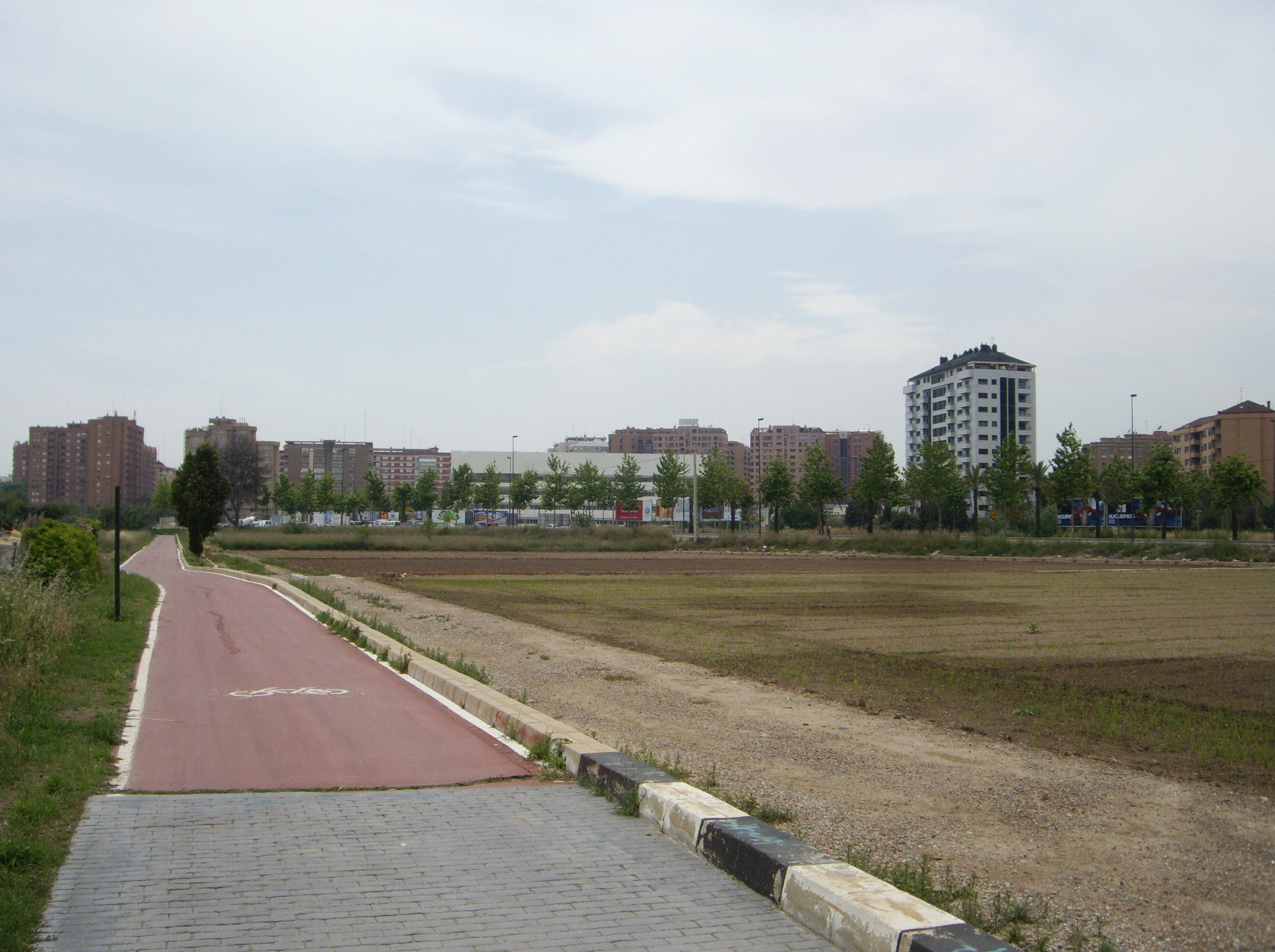
Horta de Benimaclet

  - Avinguda del Doctor Peset i Aleixandre

- Rascanya
  - Avinguda del Doctor Peset i Aleixandre

- La Saïdia
  - Avinguda del Doctor Peset i Aleixandre
  - Avinguda Constitució

- Benimaclet
  - Carrer de Benicarló

- Camí de Vera
  - Carrer de Ramón Asensio – carrer del Doctor Vicent Zaragozà
  - Camí d'Alboraia (via xurra)

- Ciutat Universitària
  - Carrer del Doctor Gómez Ferrer
  - Avinguda de Vicent Blasco Ibáñez

- Exposició
  - Avinguda de Vicent Blasco Ibáñez

- Mestalla
  - Avinguda d'Aragó

- Albors
  - Avinguda del Port
  - Avinguda d'Aragó

- Sant Josep

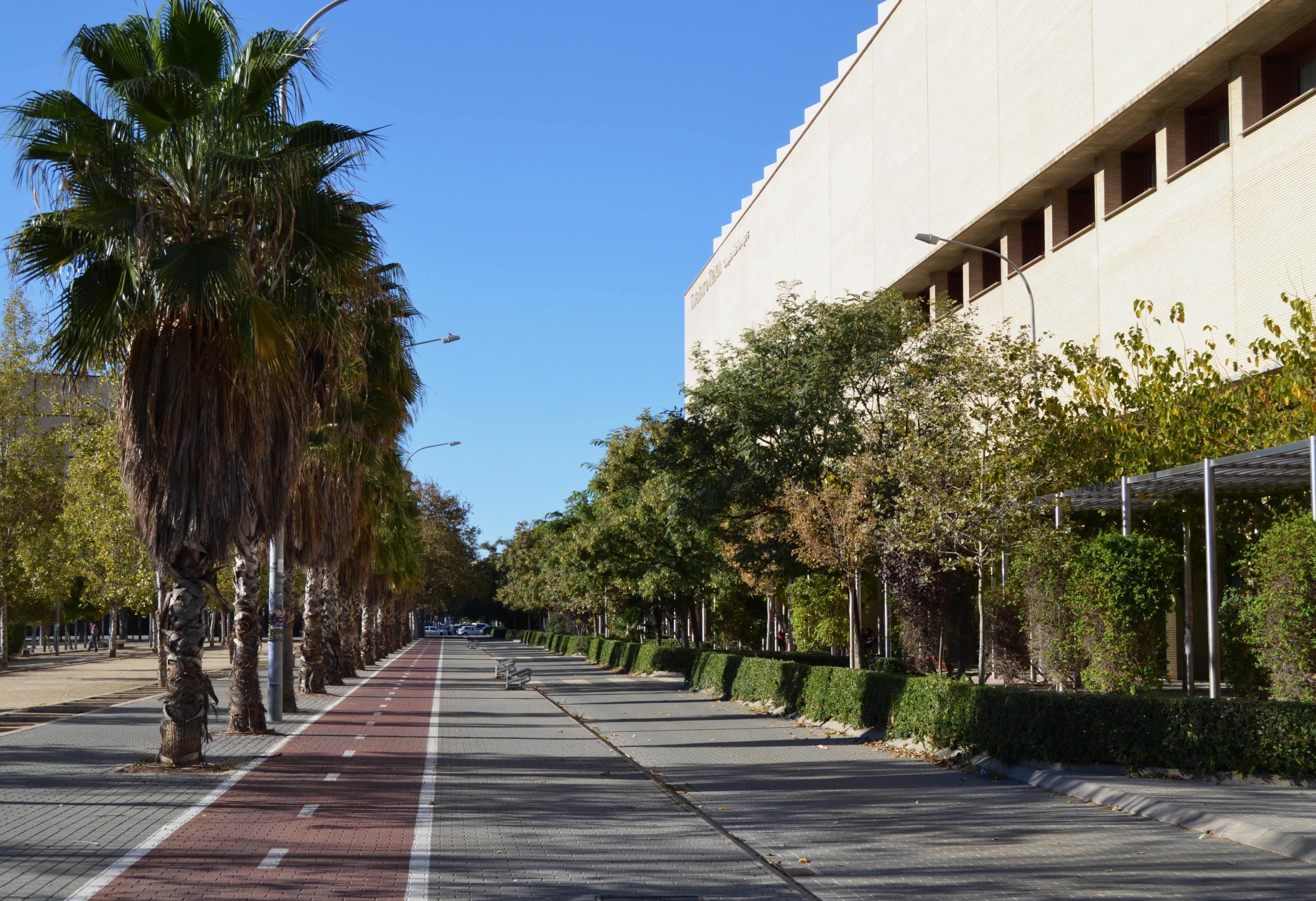
Campus dels Tarongers

  - Carrer de Ramon Llull – carrer d'Albalat dels Tarongers
  - Avinguda dels Tarongers
  - Avinguda de Blasco Ibáñez
  - Carrer de Clariano

- Beteró
  - Avinguda dels Tarongers
  - Avinguda de Blasco Ibáñez

- Ciutat Jardí
  - Avinguda de Blasco Ibáñez
  - Carrer del Músic Ginés

- Amistat
  - Avinguda de Blasco Ibáñez

- Illa Perduda
  - Avinguda de Blasco Ibáñez

- Aiora
  - Carrer de Jeroni Monsoriu
  - Avinguda del Port
  - Carrer del Músic Ginés

- Camí Fondo
  - Avinguda del Port

- Malva-rosa
  - Passeig Marítim de València
  - Avinguda dels Tarongers

- El Cabanyal
  - Avinguda dels Tarongers
  - Carrer del Llavador – carrer dels Pescadors
  - Passeig Marítim de València

## Barris del Sud
- Russafa
  - Passatge del Doctor Serra - carrer del General Sanmartín – carrer de Sevilla – carrer del Doctor Serrano - carrer de Cadis – carrer de Puerto Rico – carrer de Cuba
  - Carrer del Pare Perera – carrer del General Prim – carrer del Mestre Padilla – carrer del Mestre Serrano
- La Roqueta: Carrer de Conca
- Arrancapins: Carrer de Conca
- En Corts
  - Carrer de Rubén Vela – avinguda del Doctor Waksman – avinguda de la Plata
  - Carrer del bisbe Jaume Pérez – avinguda Amado Granell
- Montolivet
  - Avinguda Amado Granell – carrer de la Mariola – carrer del Penyagolosa
  - Avinguda de la Plata
- Ciutat de les Arts i les Ciències
  - Avinguda d'Antoni Ferrandis (Ronda Sud de València)
  - Avinguda Amado Granell
- Pla del Remei
  - Carrer d'Isabel la Catòlica
  - Plaça de la Porta de la Mar - avinguda de Navarro Reverter – plaça d'Amèrica
  - Avinguda de Jacinto Benavente
- Gran Via
  - Carrer de l'Almirall Cadarso
  - Carrer del Comte d'Altea
- Favara
  - Avinguda de Mandingorra (Ronda Sud)

- Creu Coberta
  - Avinguda del Doctor Tomás Sala (Ronda Sud)

- Sant Marcel·lí
  - Avinguda del Doctor Tomás Sala (Ronda Sud)

- Sant Isidre
  - Pont de Picanya – camí vell de Torrent

- Malilla
  - Ronda Sud

- La Punta
  - Camí de les Moreres

- El Saler
  - CV-5010 (Variant de la CV-500 que creua el nucli urbà)

## Ponts amb carril bici
Els ponts amb carrils bici són:
- Pont d'Aragó, vora occidental
- Pont de Picanya, vora oriental

## Eixos
Malgrat que alguns trams de carril bici es troben aïllats, la majoria formen una xarxa que comunica el centre de la ciutat amb la perifèria, de vegades creuant barris i de vegades adossats a les grans avingudes. A més a més, existeixen altres eixos que pretenen facilitar el creuament de la ciutat de cap a cap i de comunicar-la amb les poblacions veïnes. Entre aquests eixos figuren:

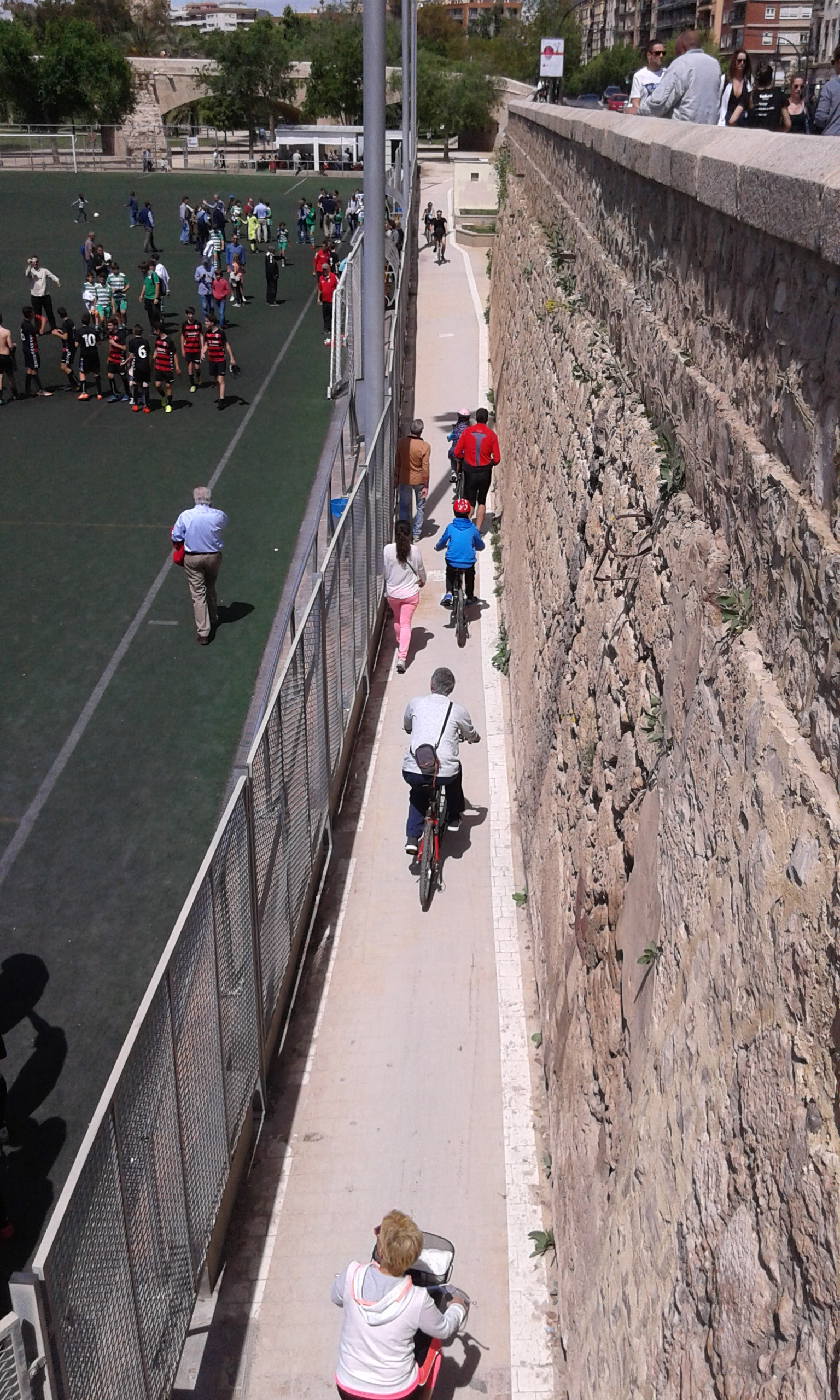
Carril bici pel marge esquerre al Jardí del Túria

- Anell ciclista pels límits de la Ciutat Vella.

- Ronda Nord/Ronda Sud. Fa tota la volta de la ciutat adossat a les avingudes que componen la Ronda.
- Jardí de Túria. Recorre el llarg del riu des del Parc de la Capçalera fins a l'Oceanogràfic.
- València a la mar. Tres carrils recorren els tres vials principals (avingudes de Blasco Ibáñez, dels Tarongers i del Port) entre el riu Túria i la mar, creuant el Cabanyal.
- Façana Marítima. Des de la platja de la Patacona fins al Port de València, recorre el llarg del passeig Marítim.
- València a l'Albufera. Continua els carrils del Jardí de Túria des de l'Oceanogràfic pel camí de les Moreres, la Punta, Pinedo, i el Saler.
- Camí vell de Torrent. Comunica Torrent amb València pel camí vell, a prop de l'autovia de Torrent.
- Carril de Russafa. Recorre de nord a sud el barri pels carrers històrics del poble antic.
- Via Xurra/Via Augusta. Antiga via ferroviària reconvertida que comunica València amb Alboraia, Meliana, Museros i el Puig (Horta Nord).

## Passos de vianants sobre el carril bici
A demanda dels col·lectius veïnals i representats en la Mesa de la Mobilitat, l'any 2016 l'Ajuntament de València va ubicar passos de vianants en els carrils bici que estan situats sobre vorera, reforçant la protecció dels vianants al seu pas prioritari per la vorera al de les bicicletes.

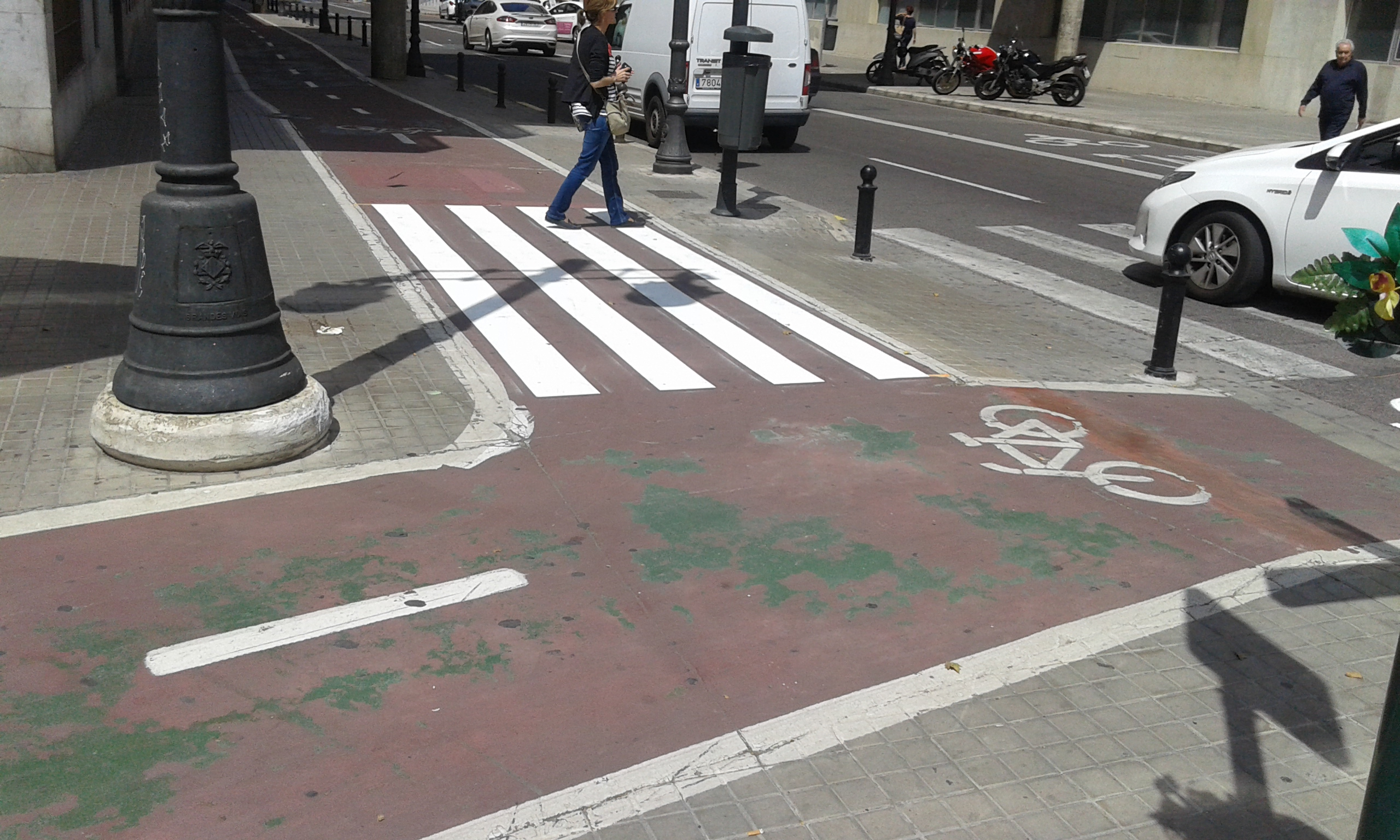
Pas de vianants sobre carril bici a l'avinguda Blasco Ibáñez